# Thomas Middleditch
Thomas Middleditch est un acteur et scénariste canadien, né le 10 mars 1982 à Nelson (Colombie-Britannique). Il est surtout connu pour son rôle de Richard Hendricks, personnage principal de la série Silicon Valley. Il pratique aussi le streaming de jeux vidéo sur la plateforme Twitch sous le pseudo Middleditch.

## Filmographie

### Télévision

#### Téléfilms
- 2010 : Hitched : Zarnow
- 2011 : Mash Up
- 2013 : The Funtime Gang : Randy

#### Séries télévisées
- 2009 : Memoirs of a Manchild : Danny Nanners
- 2010 : UCB Comedy Originals
- 2010 : Robotomy
- 2010 : The Back Room
- 2010-2013 : CollegeHumor Originals : Thomas / Madge / Percival / ...
- 2011 : Funny or Die Presents... : Gars de Woodshed
- 2011 : Ugly Americans
- 2011 : The League : Julian
- 2011 : Beavis and Butt-Head : Professeur / divers
- 2011 : FCU: Fact Checkers Unit : Kerry
- 2011 : Matumbo Goldberg : Lenny
- 2011-2013 : Jake and Amir : Doobs
- 2012 : Mash Up
- 2012 : Bravest Warriors : Professeur Fartsparkles
- 2013 : Newsreaders : Micah Berkley
- 2013 : The Office : Jeb Schrute. Épisode : The Farm
- 2013 : The Morning After (web série) (en) : Dave
- 2013 : Key and Peele : Thénardier
- 2013 : Trophy Wife : Infirmière Terry
- 2013 : The Pete Holmes Show : Nightcrawler / Gambit
- 2014 : You're the Worst : Hipster Ringleader
- 2014-2019 : Silicon Valley : Richard Hendricks
- 2014-présent : Penn Zero : Héros à mi-temps : Penn Zero (voix)
- 2015 : Scheer-RL : Jeff Timons
- 2017 : Animals (en) : Simon (voix)
- 2017 : Rick et Morty : Tommy Lipkip (voix)
- 2020 : Solar Opposites : Terry (voix)
- 2020 : B Positive : Drew

### Cinéma
- 2009 : Mon babysitter  : Maverick
- 2009 : Splinterheads : Justin Frost
- 2010 : Very Bad Cops : Conservateur
- 2011 : Certainty : Joueur
- 2012 : Monsieur Flynn : Richard
- 2012 : Moi, député : Travis
- 2012 : The Brass Teapot : Gilad
- 2012 : Fun Size : Fuzzy
- 2013 : The Kings of Summer : Flic Rookie
- 2013 : Le Loup de Wall Street
- 2014 : Someone Marry Barry : Kurt
- 2014 : Search Party : Nardo
- 2015 : Cœur de bronze (The Bronze) de Bryan Buckley : Ben Lawfort
- 2015 : Scream Girl (The Final Girls) : Duncan
- 2016 : Henchmen
- 2016 : Joshy : Joshy
- 2017 : Captain Underpants : Harold Hutchins (voix)
- 2017 : L.A. Rush (Once Upon a Time in Venice) de Mark et Robb Cullen : John, l'assistant de Steve
- 2018 : Tag : Une règle, zéro limite (Tag) de Jeff Tomsic : Dave
- 2018 : Replicas de Jeffrey Nachmanoff : Ed
- 2019 : Godzilla 2 : Roi des monstres (Godzilla: King of the Monsters) de Michael Dougherty : Sam Coleman
- 2019 : Retour à Zombieland (Zombieland: Double Tap) de Ruben Fleischer : Flagstaff